# Oreste De Fornari
Oreste De Fornari (Genova, 15 gennaio 1951) è un giornalista, critico cinematografico e autore televisivo italiano.

## Biografia
È laureato in Lettere moderne e Scienze politiche all'Università di Genova.
De Fornari è autore di saggi su Walt Disney, Truffaut, Sergio Leone, oltre che di una storia dello sceneggiato televisivo (Teleromanza, 1990, ristampato e aggiornato nel 2011), e di "Classici americani"(2011). Ha anche curato un volume su Il sorpasso di Dino Risi (I filobus sono pieni di gente onesta, 1992, ristampato e aggiornato nel 2012).
Ha fatto parte per alcuni anni della Commissione Consultiva per il Cinema presso il Ministero per i Beni e le Attività Culturali.

### Carriera
Oltre che autore e conduttore televisivo, quasi sempre in coppia con Gloria De Antoni – Schegge di radio a colori (1991), Magazine 3 (1992/1994), Letti gemelli (1994-'95), Perdenti (1996), Le infedeli (1997), La Principessa sul pisello (1998), Pacem in terris (1999-2000), La fonte meravigliosa (2001), Romanzo popolare (2002) – è un critico cinematografico di lunga data, autore di diversi saggi (vedi biografia), nonché curatore della rassegna "Ingrandimenti" al Genova Film Festival. 
In collaborazione con Gloria De Antoni ha realizzato una serie di documentari cinematografici, prodotti dalla Cineteca del Friuli, su luoghi friulani divenuti set di film famosi (I sentieri della gloria, 2004, ma presentato l'anno dopo in occasione dei 90 anni del regista Mario Monicelli; Ritorno al Tagliamento, 2006, mostrando le location del film Addio alle armi di Vidor) e su personaggi famosi originari del Friuli (Bottecchia, l'ultima pedalata), tutti presentati in anteprima al Trieste Film Festival. 
Nel 2008 e nel 2009 ha curato, con la De Antoni, i documentari Il perdente gentiluomo. Vita e arte di Antonio Centa e La città di Angiolina. Trieste ai tempi di Senilità. Dal 2007 al 2010 i due hanno condotto il programma Parliamo italiano, in onda su Rai International. 
Nel 2012 ha fatto uscire il documentario L'estate di Bruno Cortona - Castiglioncello nell'anno del Sorpasso.

## Opere
- Tutti i film di Sergio Leone, Milano, Ubulibri, 1985
- I film di François Truffaut, Gremese, Roma, 1986.
- Teleromanza. Mezzo secolo di sceneggiati & fiction, Mondadori, 1990; Edizioni Falsopiano, Alessandria, 2011, ISBN 9788889782347
- Classici americani, Le Mani, Recco, 2011
- Il sorpasso 1962-2012. I filobus sono pieni di gente onesta,(a cura di), Edizioni Falsopiano, Alessandria, 2012, ISBN 9788889782897
- Tutto Leone. I film, i dialoghi, i ricordi, i giudizi, la vita, le immagini, Gremese, 2018, ISBN 9788866920342